# Audacious Media Player
Audacious je otevřený, malý a paměťově nenáročný audio přehrávač s podporou mnoha hudebních formátů. Je založený na GTK+ 2 knihovnách a podporuje mnoho pluginů s rozšiřujícími funkcemi. Se samotným programem se na většině systémech standardně nainstaluje i užitečná sada kodeků, která dovoluje přehrávat např. MP3, Ogg Vorbis a FLAC soubory.

## Historie
První verze přehrávače byla vydána 24. října 2005.
Audacious je vlastně větví přehrávače Beep Media Player ve verzi 0.9.7.1, který je sám větví XMMS přehrávače. Ariadne „kaniini“ Conill se rozhodl udělat větev Beep Media přehrávače, po tom co se původní vývojářský tým rozhodl ukončit jeho vývoj s cílem vytvořit další generaci, BMPx přehrávač. Důvodem pro oddělení byly čistě technické důvody, kdy se v Beep Media přehrávači vyskytovaly určité výstřednosti, které popuzovaly řadu uživatelů. Příkladem mohou být chyby při manipulaci s ID3v2 tagy, které hlásili někteří uživatelé. Vývojáři měli taktéž své nápady a představy o tom, jak by měl být přehrávač navržen. Kromě toho Beep Media přehrávač údajně postrádal funkce jako streamování audia na internet a podporu několika pluginů, které byly v XMMS přehrávači.

## Vlastnosti
Audacious ukazuje svoji sílu v jeho pluginech, které obsahují např. všechny audio kodeky.
Současná verze jádra přehrávače Audacious obsahuje např. tyto skupiny pluginů:
- Decoder plugins – obsahují aktuální kodeky pro dekódování audio obsahu
- Transport plugins – transportní nenáročné pluginy, které jsou zahrnuty VFS vrstvou
- General plugins – poskytují uživatelům např. funkci AudioScrobbler
- Output plugins – výstupní moduly pro audio zařízení
- Visualization plugins – poskytují grafické vizualizace založené na Furierově transformaci vlnových dat
- Effect plugins – poskytují další zvukové efekty zpracováním audio stopy
- Container plugins – obsahují podporu pro playlisty
- Lowlevel plugins – obsahují další dodatečné funkce, které nejsou kategorizované ve výše uvedených skupinách

## Možnosti vzhledu
Audacious plně podporuje Winamp 2 skiny. Winamp skiny jsou tvořeny s příponou .wsz u názvu souboru a lze je použít přímo nebo je rozbalit do jednotlivých složek. Program může využít soubory typu Windows Bitmap (.bmp) pro grafiku z Winamp archivů, ačkoli nativní skiny pro Linux jsou poskytovány v Portable Network Graphics formátu (.png). Audacious verze 1.x umožňuje uživateli nastavit RGB barvy pro jakýkoli skin pro lepší barevné podání.